# プラムズハート女子プロレスの会
プラムズハート女子プロレスの会は、日本の女子プロレス界が団体の枠を越えて発足したチャリティ組織である。

## 概要

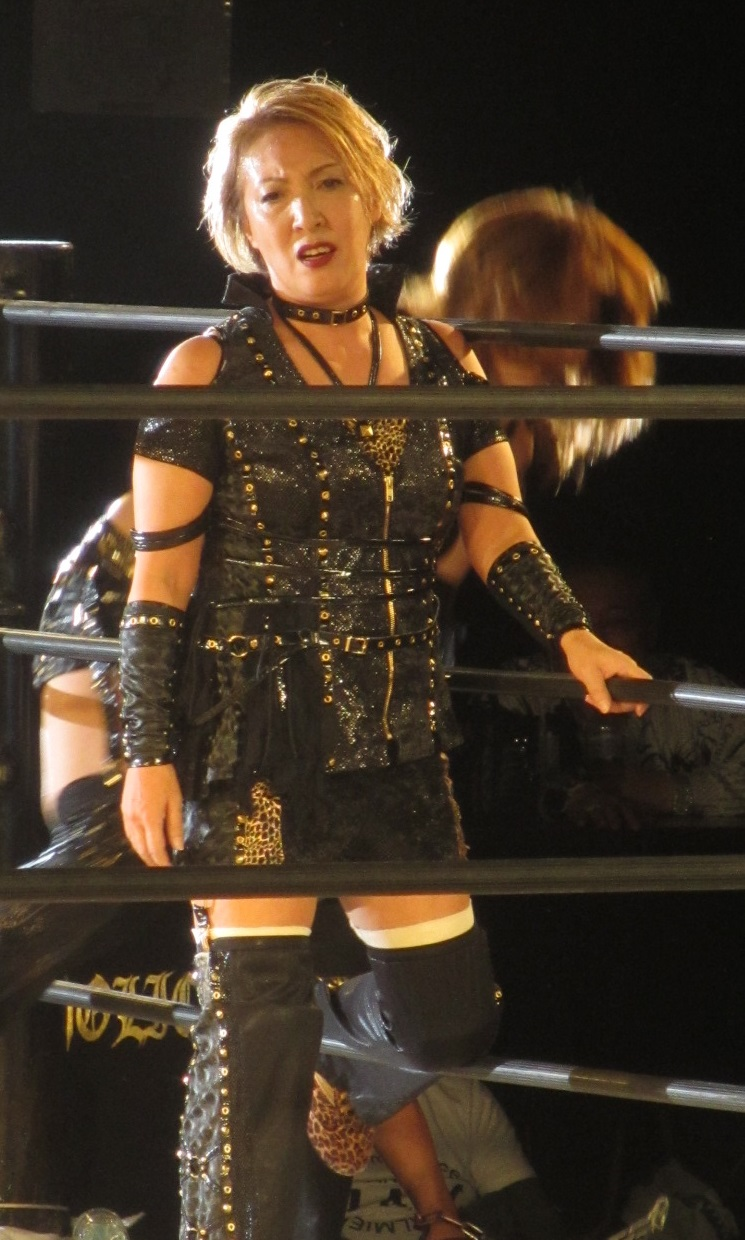
発起人の一人である尾崎魔弓

発起人は尾崎魔弓（OZアカデミー代表）と神取忍（LLPW-X社長）。OZアカデミーが窓口となる。
「プラム」とは、プラム麻里子から名を取った。発起人の一人である尾崎が起こした事故で死亡した責任から母体である「プラムズハート」が名づけられた。
事故以来、再発防止と慈善活動を主に行っている。2009年には、三沢光晴・テッド・タナベの連続リング禍を受けて、AED（自動体外式除細動器）普及拡大の為の活動が加わった。2010年4月に女子プロレスラーに呼びかけ、「命を救う会 プラムズハート」として組織化。
2011年3月11日に発生した東日本大震災を受けて3月20日より募金活動を開始。それに合わせて国内の女子プロレス団体及びフリーランスに呼びかけて「プラムズハート女子プロレスの会」が結成され、募金活動及びチャリティイベントを開いている。また協力団体が主催する興行で集めた募金もプラムズハートを経由して日本赤十字社の義援金となる。

## 加盟団体
- OZアカデミー
- LLPW-X（発足時はLLPW）
- JWP女子プロレス
- プロレスリングWAVE
- ワールド女子プロレス・ディアナ
- センダイガールズプロレスリング

スターダムは加盟せず、独自の慈善活動を実施している。一方、アイスリボン・REINA女子プロレスは団体としては不参加だが、藤本つかさ、星ハム子、ラ・マルクリアーダ（上林愛貴扮する覆面レスラー）がチャリティー試合に参戦している。

## 参加フリー選手
- 輝優優
- AKINO
- 中川ともか
- 大畠美咲
- 広田さくら

## 女子プロレスチャリティー試合
2011年6月5日に女子プロレスチャリティー試合を宮城県岩沼市総合体育館前広場で無料で開催した。
第1試合
- 杜野都 ○藤本つかさ vs 広田さくら 星ハム子●

ビーナスシュート→片エビ固め
第2試合
- ○ 水波綾 花月 vs DASH・チサコ 仙台幸子●（十文字姉妹）

ダイビングギロチンドロップ→片エビ固め
第3試合
- 加藤園子 ●小松奈央 アイガー vs 永島千佳世○ カルロス天野 ラ・マルクリアーダ

ダイビングフットスタンプ→片エビ固め
第4試合
- 神取忍 ○ 尾崎魔弓 ダイナマイト・関西 井上貴子 vs アジャ・コング 輝優優 AKINO 中川ともか●（ジャングル・ジャック21）

オザキック→片エビ固め
なお、JWP・ディアナは同日に東京でそれぞれの大会、WAVEは大阪でイベントを行っていたため不参加。